# 萧元 (1957年)
萧元（1957年11月6日—2016年12月23日），男，湖南长沙人，中国作家、出版家、美术史家，代表作有《萧元文存》四卷。

## 著作
1980年代开始发表文学评论，相继出版了《王朔再批判》、《自言自语—萧元文学评论选集》、《文艺湘军百家文库·萧元卷》等评论集。本世纪初开始以“北方”为笔名发表小说，已发表中长篇小说多部，相继出版了《谁比谁美丽》、《四如意》、《一天一日》等小说集。
在1998-2002年由萧元主编的《芙蓉》杂志，是当时中国最具先锋性的文艺刊物，曾有上百家媒体对《芙蓉》的改版予以报道评论。在此期间还策划出版了《波斯经典文库》十六卷，系首次大规模直接从波斯文翻译波斯文学经典为汉文，填补了出版史上的一项空白，该书于2003年获中国“第六届国家图书奖荣誉奖”。
萧元陆续发表《书法美学史》《初唐书论》《中国书法五千年》等美术史论著多种。其对美国艺术家谢德庆的长篇访谈《做壹年—谢德庆行为艺术》，受到新锐作家和艺术家们的大力推崇，被奉为行为艺术的圣经。

## 争议

### 监守自盗
萧元自2002年10月到2010年6月任广州美术学院图书馆馆长期间，监守自盗，利用职务之便，伪造名画，窃取真品委托拍卖公司转卖。萧元作为馆长，拥有所有的三把钥匙，往往趁周末进入藏画库，选择字画带回家，临摹好后，再把假画放回原来的位置，把真品留下。
2004年3月到2006年期间，萧元共调包张大千、齐白石等书画家的143幅书画作品，将其中125幅作品委托中国嘉德国际拍卖有限公司和浙江一通拍卖有限公司拍卖，成交价总计人民币3470.87万元，并用拍卖的赃款购置8处房产2辆汽车。
2014年5月6日，萧元在自己住处被捕，检方搜出18幅尚未卖出的作品，经鉴定估价约为7681.7万元。以及一些枪支和子弹。
讽刺的是，利用职务之便调包的并非萧元一人，侦查人员拿字画给其辨认时，他发现自己临摹的赝品又被人当作真品调包了。